# Austra
Austra je kanadská skupina založená v Torontu v roce 2009. Skupinu tvoří Katie Stelmanis (zpěv, klávesy), Maya Postepski (bubny) a Dorian Wolf (basová kytara). Na začátku své hudební kariéry hráli pod jménem "Private Life", ale poté, co zjistili, že již existuje skupina se stejným názvem, rozhodli se přejmenovat. "Austra" je prostřední jméno zpěvačky Katie Stelmanis a také jméno bohyně světla z lotyšské mytologie. Austra dále zahrnuje doprovodné zpěvačky, dvojčata, Sari a Romy Lightman ze skupiny Tasseomancy a klávesistu Ryana Wonsiaka (Ze and the Boyfriends).
Debutové album skupiny, Feel It Break, vyšlo 17. května 2011 prostřednictvím Paper Bag Records. 6. července 2011 se album dostalo do užšího výběru na cenu Polaris Music Prize, ale vítězem této ceny se později stala skupina Arcade Fire s albem The Suburbs. Album Feel It Break bylo zahrnuto hned v několika výročních seznamech kritiků; Toronto Star a New York magazín jmenovali album nejlepším albem roku 2011. Hudební server Stereogum označil skupinu nálepkou Band to Watch (tedy něco jako kapela, která stojí za vaši pozornost).
Druhé album kapely nazvané Olympia bylo vydáno 18. června 2013. První singl z tohoto alba, Home, vyšel 7. března 2013.

## Diskografie

### Studiová alba
- Feel It Break (2011)
- Olympia (2013)
- Future Politics (2017)
- HiRUDiN (2020)

### Remixovaná alba
- Sparkle (2011)

### Singly
- „Beat and the Pulse“ (2010)
- „Lose It“ (2011)
- „Spellwork“ (2011)
- „Home“ (2013)
- „Painful Like“ (2013)